# Nobis
Nobis es una compañía y grupo empresarial de Ecuador fundado en 1997 por la empresaria Isabel Noboa. Abarca los negocios agrícola, inmobiliario, industrial, comercial y turístico. Este holding es uno de los más importantes de Ecuador.

## Historia
En 1997 se realiza la partición de la Corporación Noboa de Luis Noboa Naranjo, luego de la muerte de este en 1994. Las empresas e inversiones de tal corporación que le correspondieron a Isabel Noboa, como heredera de Luis Noboa, le servirán a esta para iniciar el Consorcio Nobis.
Entre los bienes asignados por acuerdo judicial a Isabel Noboa estuvieron la empresa representante nacional de Coca-Cola, el centro comercial Mall del Sol, el Ingenio Valdez, entre otras empresas e inversiones. Para el efecto de dirigir estas compañías Noboa crea el Consorcio Nobis y prepara un equipo especializado en administración de empresas. En 1997 Nobis funda su filial inmobiliaria Pronobis, que en el futuro será su empresa más reconocida.
Los inicios del consorcio estuvieron marcados por la crisis financiera en Ecuador de 1999, Nobis tenía deudas millonarias con los bancos y con sus inversionistas, ante lo que el holding usó como método de capitalización el trueque de sus deudas con títulos accionarios de sus inversiones inmobiliarias. Así la dirección de Nobis se encargó de sacar a flote varias empresas.
En 2005 Nobis rescata la histórica compañía alimenticia La Universal, que se había declarado en bancarrota en 2001, que reabre sus puertas en 2006. Durante la década de 2000, Nobis emerge en la escena empresarial de Ecuador, en especial en el mercado inmobiliario de Guayaquil por medio de la compañía Pronobis, llegando a construir alrededor de 35 proyectos inmobiliarios que suman más de 500 millones de dólares en inversión. En el mismo tiempo el Ingenio Valdez se mantiene como una de las compañías azucareras de mayor producción del Ecuador y se convierte en la de mayor tecnificación de ese país.
Como parte de sus políticas de responsabilidad social, Nobis impulsa la Fundación Nobis desde 2001.

## Filiales
Listado de las empresas filiales del holding Nobis, en el año 2012
| Sector                   | Compañías |
| ------------------------ | --- |
| Energía                  | Ecoelectric |
| AgroIndustrial           | Ingenio Valdez Codana S.A. |
| Inmobiliario y comercial | Pronobis Mall del Sol |
| Turístico                | Pachakay |
| Hotelería                | Franquicia de Wyndham Garden en Ecuador Mornin S.A Wyndham Guayaquil Sonesta Guayaquil Wyndham Garden Quito Wyndham Quito Airport |
| Otros negocios           | Hacienda San Rafael Merchanline Investment Nobis Enterprises Inc.                                                                 |
| Responsabilidad social   | Fundación Nobis Ecuador Triunfador The Nobis Foundation                                                                           |
| Deportiva                | Valdez Sporting Club |
| Emprendimiento           | Innobis |